# Abraham Coles
Ne doit pas être confondu avec Abraham Colles.
Pour les articles homonymes, voir Coles.
Abraham Coles, né le 26 décembre 1813 à Scotch Plains dans le New Jersey et mort le 3 mai 1891 à Monterey en Californie, est un médecin, traducteur et poète américain.

## Œuvres

### Poésie
- The Microcosm, 1866
- Old Gems in New Settings, 1866
- The Evangel in Verse, 1874
- The Light of the World, 1884

### Traductions
- Dies Irae, (1859)
- Stabat Mater Dolorosa, poème du moine franciscain Jacopone da Todi, (1865)
- Stabat Mater Speciosa, (1866)